# Ogon
Ogon es una variedad cultivar de ciruelo (Prunus salicina), de las denominadas ciruelas japonesas.
Una variedad ciruelas Prunus salicina introducida en Estados Unidos, fue importada desde Japón por el Sr. H. H. Berger de San Francisco (California), en 1886.
Las frutas son de tamaño mediano con forma redondeado oblato, oblicuos, mitades iguales, una piel delgada, dura, astringente, propensa a agrietarse, ligeramente adherida de color amarillo limón, con pruina fina; puntos numerosos, pequeños, blanquecinos, discreto, tienen una pulpa amarillo ámbar, no tan jugosa como muchas de las otras ciruelas japonesas, textura firme y carnosa, dulce, suave; de calidad aceptable.

## Sinonimias
- "Ogden",
- "Ogan",
- "Shiro Smomo",
- "Yellow Nagate".[1]

## Historia
'Ogon' variedad de ciruela, fue una de las primeras ciruelas Prunus salicina de Japón introducida en Estados Unidos, fue importada al país por el Sr. H. H. Berger del vivero "H. H. Berger and Company", San Francisco (California). Fue mencionado por primera vez como "Ogden" en el "Informe de la Sociedad Hortícola de Georgia" de 1886 y en el informe de 1888 de la misma Sociedad fue descrito como una nueva fruta. En 1897, la "Sociedad Pomológica Americana" agregó Ogon a su catálogo de frutas.
La ciruela 'Ogon' ha sido descrita por: 1. Ga. Hort. Soc. Rpt. 29. 1886. 2. Ibid. 35, 58. 1888. 3. Ibid. 53, 99. 1889. 4. Col., O., Hort. Soc. Rpt. 81. 1892. 5. Cornell Sta. Bul. 62:27, 28 fig. 1894. 6. Ga. Hort. Soc. Rpt. 95. 1895. 7. Cornell Sta. Bul. 106:59. 1896. 8. Ibid. 131:194. 1897. 9. Ibid. 139:45. 1897. 10. Am. Pom. Soc. Cat. 26. 1897. 11. Rural N. Y. 57:562. 1898. 12. Colo. Sta. Bul. 50:43. 1898. 13. Mich. Sta. Bul. 169:242, 249. 1899.  14. Cornell Sta. Bul. 175:138 fig. 1899. 15. Ohio Sta. Bul. 113:157. 1899. 16. Waugh Plum Cult. 139. 1901. 17. Ga. Sta. Bul. 68:6 32. 1905. 18. Miss. Sta. Bul. 93:15. 1905.
'Ogon', que en japonés significa "oro", es el nombre de una de las relativamente pocas variedades de Prunus triflora (Prunus salicina) que tenía un color amarillo en el momento de su introducción en Estados Unidos. 
Cuando se estaba evaluando en la "Estación Experimental" para determinar sus características se escribía:

...Esta variedad se distingue además por ser la única variedad de su especie de hueso suelto que se cultiva en América. 'Ogon' también tiene un sabor bastante distintivo, parecido al del albaricoque, que agrada a algunos y no tanto a otros; como la variedad crece en los terrenos de esta estación, no puede considerarse de alta calidad ni siquiera para una ciruela temprana. Los frutos se agrietan bastante en el árbol y parecen ser inusualmente susceptibles a los ataques del gorgojo. En algunas de las referencias dadas, se informa que es un árbol pobre y de constitución débil, y prácticamente todos coinciden en que la variedad es improductiva. Estos defectos impiden su uso en plantaciones comerciales. La variedad es distinta e interesante no solo por sus frutos sino también por sus flores, que tienen relativamente pocos estambres, muchos de los cuales son abortivos y muestran todos los grados entre estambres perfectos y pétalos perfectos. . . ..
Ogon also has a flavor quite distinct, resembling somewhat that of the apricot, which is agreeable to some and not so to others; as the variety grows on the grounds of this Station it cannot be considered of high quality even for an early plum. The fruits crack rather badly on the tree and seem to be unusually susceptible to the attacks of curculio. In some of the references given, it is reported as making a poor tree and as having a weak constitution, and practically all agree that the variety is unproductive. These faults preclude its use in commercial plantations. The variety is distinct and interesting not only in its fruits but in its flowers which bear comparatively few stamens, many of which are abortive and show all degrees between perfect stamens and perfect petals.
Project Gutenberg.org- The Plums in New York/MajorPlums

## Características
'Ogon' árbol de tamaño mediano a grande, vigoroso, vasiforme, de copa densa, improductivo, de porte temprano y regular. Hojas pocas, oblanceoladas, parecidas a las del melocotonero, de tamaño variable. De floración temprana y de duración media; flores que aparecen después de las hojas, blancas; nacen en racimos en espolones laterales y brotes, de tres en tres o de cuatro en cuatro; con anteras amarillentas, con un poco de rosa; Es semi auto estéril necesita un polinizador adecuado.
'Ogon' tiene una talla de fruto medio, redondeado oblato, oblicuos, mitades iguales; sutura variable en profundidad, prominente; ápice redondeado o ligeramente aplanado; epidermis tiene una piel delgada, dura, astringente, propensa a agrietarse, ligeramente adherida de color amarillo limón, con pruina fina; puntos numerosos, pequeños, blanquecinos, discretos, tiene una pulpa amarillo ámbar, no tan jugosa como muchas de las otras ciruelas japonesas, textura firme y carnosa, dulce, suave; de calidad aceptable.
Hueso no adherido, de tamaño mediano, redondeado oval, turgente, roma pero con una punta pequeña y corta, oblicua, ligeramente picada; sutura ventral ligeramente estriada y surcada; sutura dorsal no estriada.
Su tiempo de recogida de cosecha se inicia en su maduración de fruto que es temprano.

## Polinización
No muy autofértil; polinizado con éxito por 'Beauty', 'Burgundy', 'Late Santa Rosa', 'Nubiana'.